# Halenia alleniana
Halenia alleniana är en gentianaväxtart som beskrevs av Paul Carpenter Standley och R.L. Wilbur. Halenia alleniana ingår i släktet Halenia och familjen gentianaväxter. Inga underarter finns listade i Catalogue of Life.